# Mazów (rejon złoczowski)
Mazów (ukr. Мазів) – wieś na Ukrainie w rejonie lwowskim (wcześniej w rejonie złoczowskim) obwodu lwowskiego.

## Historia
Pod koniec XIX w. folwark na obszarze dworskim wsi Słowita w powiecie przemyślańskim.
W 1940 wszystkie rodziny polskie zostały deportowane przez NKWD na Syberię.